# Saint-Vran
Saint-Vran (bretonisch: Sant-Vran) ist eine französische Gemeinde mit 755 Einwohnern (Stand 1. Januar 2022) im Département Côtes-d’Armor in der Region Bretagne. Sie gehört zum Arrondissement Saint-Brieuc und zum Kanton Broons. Die Bewohner nennen sich Brennoviens/Brennoviennes.

## Geografie
Saint-Vran liegt etwa 59 Kilometer westnordwestlich von Rennes im Süden des Départements Côtes-d’Armor.

## Bevölkerungsentwicklung
| Jahr                       | 1793 | 1800 | 1806 | 1821 | 1831 | 1861 | 1891 | 1911 | 1921 | 1936 | 1962 | 1968 | 1975 | 1982 | 1990 | 1999 | 2006 | 2012 |
| Einwohner                  | 1312 | 976  | 1108 | 1126 | 1350 | 1371 | 1556 | 1534 | 1326 | 1288 | 909  | 876  | 819  | 765  | 672  | 688  | 692  | 764  |
| Quellen: Cassini und INSEE |      |      |      |      |      |      |      |      |      |      |      |      |      |      |      |      |      |      |

Die zunehmende Mechanisierung der Landwirtschaft und die hohe Anzahl Gefallener des Ersten Weltkriegs führten zu einem Absinken der Einwohnerzahlen bis auf die Tiefststände in neuerer Zeit. 

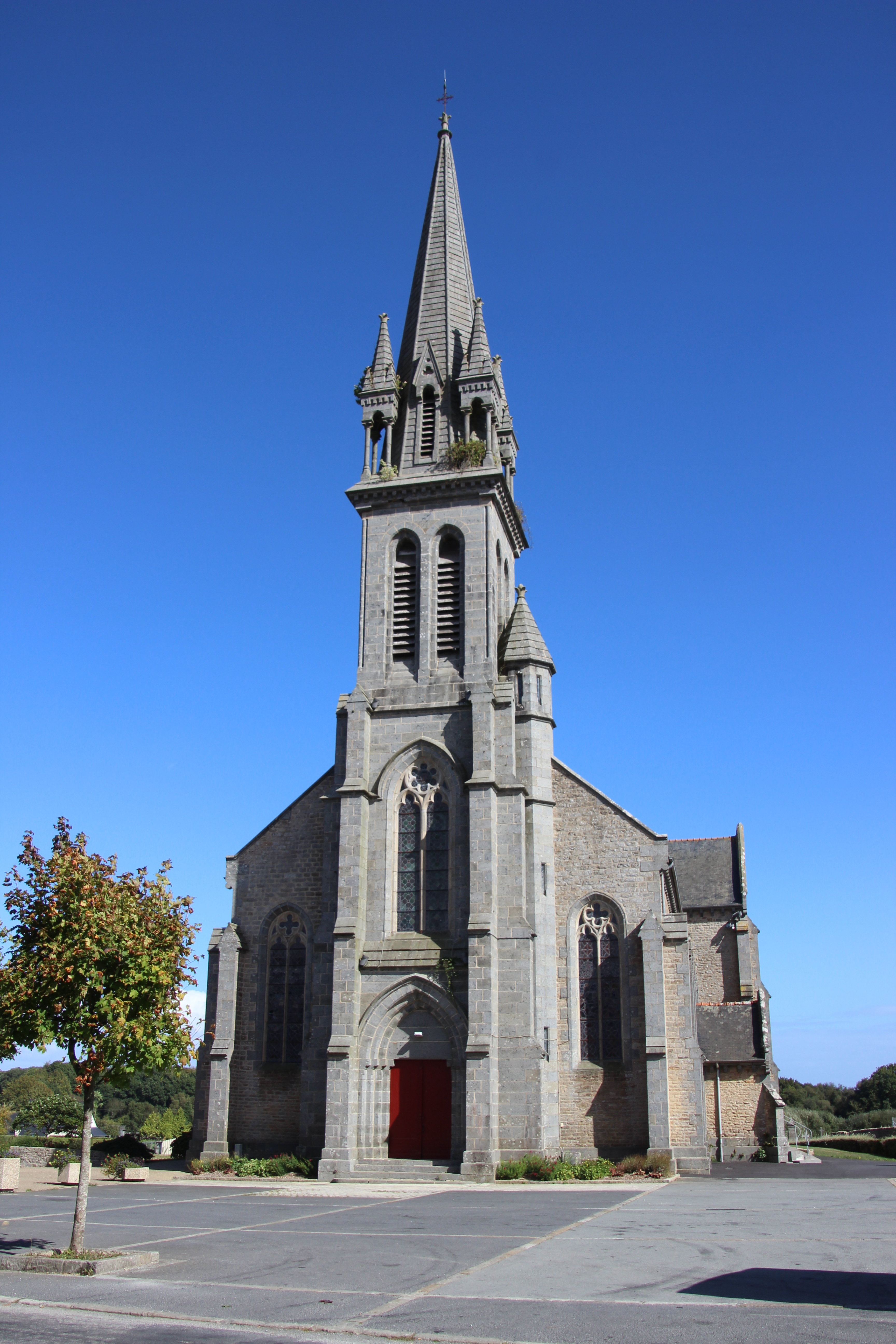
Kirche Saint-Véran